# Каркер, Рейчел
Рейчел Каркер (англ. Rachael Karker; род. 9 сентября 1997, Гуэлф, Онтарио) — канадская фристайлистка (хафпайп, суперпайп), бронзовый призёр зимних Олимпийских игр 2022 года в хафпайпе. Серебряный призёр чемпионата мира 2021 года, призёр всемирных экстремальных игр, победительница Кубка мира 2020—2021 годов в хафпайпе.

## Биография
Каркер стала принимать участие в соревнованиях под эгидой FIS и AFP World Tour с 2013 года. В Кубке мира дебютировала в начале сезона 2015/16 годов в Кардроне, где финишировала 11-й в хафпайпе. Далее смогла стать третьей на Revolution Tour в Seven Springs, заняла второе место на Nor-Am Cup в Калгари и первое место на Canadian Open Tour в Стоунхэме.
В марте 2017 года она заняла второе место в хафпайпе на турнире в Канаде в Стоунхэме. В сезоне 2018/19 годов она смогла взойти на свой первый подиум на этапе Кубка мира и заняла 13-е место в общем зачете по итогам сезона, став второй в зачёте дисциплины хафпайп.
В 2019 году выиграла бронзовую медаль в хафпайпе на Экстремальных играх в Аспене и стал четвёртой на чемпионате мира 2019 года в Парк-Сити. В следующем сезоне выиграла серебряную медаль на Зимних экстремальных играх в Аспене.
В сезоне 2020/2021 года она стала бронзовым призёром на экстремальных играх в Аспене в суперпайпе, на чемпионате мира завоевала серебряную медаль в хафпайпе, а по итогам всех выступлений на этапах Кубка мира в дисциплине хафпайп взяла малый хрустальный глобус.
На зимних Олимпийских играх 2022 года Каркер завоевала бронзовую медаль в хафпайпе.